# Bharat
Bharat – nazwa Indii, wywodząca się z sanskrytu. Konstytucja Indii, pomimo że napisana oryginalnie w języku angielskim, rozpoczyna się słowami: „India, that is Bharat, shall be a Union of States.” (Indie, to jest Bharat, będą Unią Stanów). Poza tym używa wyłącznie regularnej nazwy angielskiej „India”.
Nazwa „Indie”, której odpowiedniki używane są w wielu językach, pochodzi z języka perskiego. Persowie, którzy panowali nad zachodnimi rejonami Indii (dolina Indusu, ob. głównie Pakistan), nazywali je Hindu, od nazwy rzeki Indus (w sanskrycie Sindhu, po persku Hindu). Nazwy Indii w językach europejskich wywodzą się z języka greckiego, w którym inicjalne h słowa perskiego zanikło: stąd Grecy nazywali mieszkańców Indii Indoi, sam zaś kraj India. W islamskim kręgu kulturowym upowszechniła się natomiast nazwa Hindostan.
W najstarszych tekstach indyjskich Indie nie miały natomiast nazwy własnej, nazywano je po prostu „Ziemią”. Później pojawiła się także nazwa jambudvīpa, ziemia „różanych jabłek” (określa się tak czapetkę kuminową), oznaczająca zaś kontynent, na którym żyją ludzie. Pojawienie się terminu „Bharat” wiąże się natomiast z potężnym plemieniem Bharatów, zamieszkujących północno-wschodnie Indie pod koniec drugiego tysiąclecia p.n.e. Od nazwy plemienia pochodzi nazwa Bhāratavarṣa, skracana do Bhārata, znacząca „Kontynent Bharatów”, a oznaczająca ziemie na południe od mitycznej Góry Meru. Nad wszystkimi tymi ziemiami, obejmującymi głównie subkontynent indyjski, panować miał mityczny władca doskonały, Bharata; będący przez to niejako „władcą całych Indii”, które w rzeczywistości nigdy w swojej długiej historii nie stanowiły jednego organizmu państwowego.